# Geografia Regatului Unit

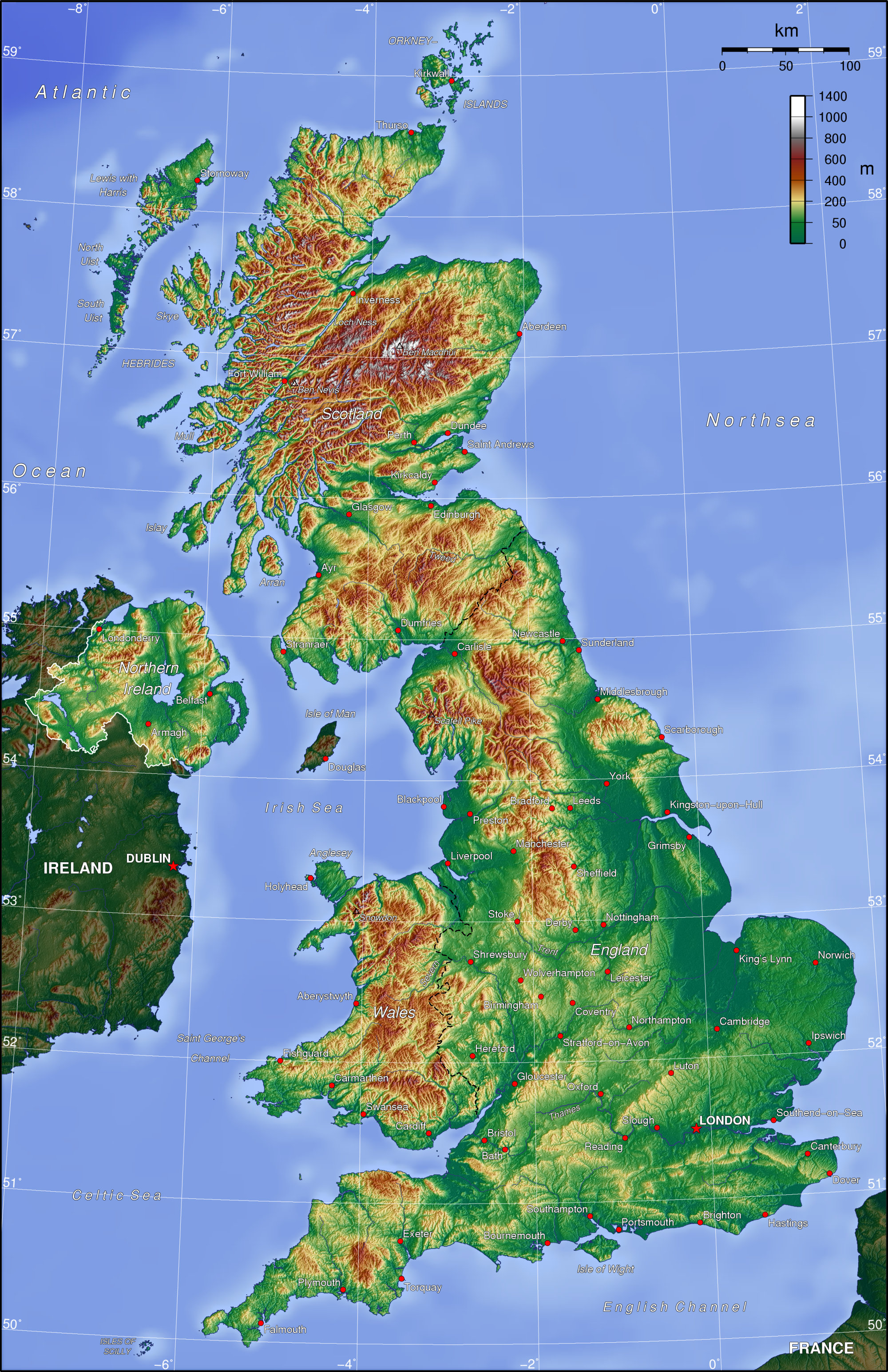
Harta fizică a Regatului Unit

## Anglia
Relieful Angliei constă în majoritate din coline joase, despărțite de la nord la sud de un lanț de dealuri și munți (Cumbria, Munții Pennini). Altitudinile vârfurilor muntoase nu depășesc 1000 de metri. Râurile engleze majore sunt Tamisa, Severn, Trent și Ouse. Cele mai importante orașe sunt Londra, Manchester, Birmingham, Leeds, Newcastle-upon-Tyne, Sheffield, Bristol, Liverpool, Leicester, Nottingham. Tunelul Canalului Mânecii, care începe din apropiere de Dover, face legătura cu Franța.

## Țara Galilor
Țara Galilor este în majoritate muntoasă, cel mai înalt punct fiind vârful Snowdon, cu 1.085 m. La nord se găsește insula Anglesey. Cel mai mare oraș este capitala, Cardiff, urmat de Swansea, Newport și Wrexham.

## Scoția
Geografia Scoției este variată, cu porțiuni joase în sud și est, și porțiuni muntoase (highlands) în nord și vest, unde se află și Ben Nevis (1.343 m), cel mai înalt vârf din Regat. În largul coastelor scoțiene se găsesc numeroase insule, cele mai importante fiind arhipelagurile Hebride, Shetland și Orkney. Orașele principale sunt Edinburgh, Glasgow, Aberdeen și Dundee.

## Irlanda de Nord
Irlanda de Nord are un relief predominant colinar. Orașele majore sunt Belfast și Londonderry.

## Climă
Regatul Unit are o climă temperat-oceanică, cu ierni blânde, veri moderate și precipitații care pot dura lunar peste 10 zile. Temperatura înregistrată pe timpul iernii este de -10 °C, iar temperatura înregistrată pe timpul verii poate depăși rareori 35 °C.